# موش نیکوباری
موش نیکوباری (نام علمی: Rattus burrus) نام یک گونه از سرده موش صحرایی است.